# 1603
Il 1603 (MDCIII in numeri romani) è un anno  del XVII secolo.

## Eventi

### Per data
- Marzo – L'esploratore francese Samuel de Champlain, veleggia verso l'odierno Canada.
- 24 marzo – Muore Elisabetta I d'Inghilterra, alla successione è nominato suo cugino, Re Giacomo I d'Inghilterra, che unisce le corone di Scozia e Inghilterra.
- 31 marzo – Termina la Guerra dei nove anni con la vittoria degli Inglesi.
- 28 aprile – Funerale di Elisabetta I d'Inghilterra nella Westminster Abbey.
- 8 maggio – In Spagna viene fondato l'ordine dei Mercedari Scalzi.
- 12 luglio – Trattato di Saint-Julien: il duca di Savoia è costretto ad accettare una pace durevole con Ginevra, che riconosce l'indipendenza della città.
- 25 luglio – Giacomo I (già Giacomo VI di Scozia) diventa re d'Inghilterra, ponendo la dinastia Stuart sul trono inglese.
- 22 dicembre – Il sultano Mehmed III dell'Impero Ottomano muore, gli succede suo figlio Ahmed I.

#### Senza data
- Tramite la Petizione millenaria i puritani chiedono al re tolleranza nei loro confronti e la riforma dell'anglicanesimo.
- Fondazione dell'Accademia dei Lincei.
- Tokugawa Ieyasu diventa Shōgun del Giappone, stabilendo lo Shogunato Tokugawa nella città di Edo e dando inizio a una dinastia destinata a durare fino al 1868. Ciò segna la fine del periodo Azuchi-Momoyama e l'inizio del periodo Edo.
- Ribellione in Transilvania.
- Epidemia di peste nera in Inghilterra.
- Yaqob viene deposto dal ruolo di Imperatore d'Etiopia da Za Sellase, che lo sostituirà con suo cugino Za Dengel.

### America settentrionale
- Pierre du Gua, che aveva già ottenuto dal re di Francia Enrico IV un monopolio di 10 anni sul commercio di pellicce in Canada, si aggiudica anche la carica di vicegovernatore della futura regione di Acadia.
- 15 marzo – L'esploratore francese Samuel de Champlain (a cui si aggrega Pierre du Gua) salpa per il Nuovo Mondo. Dei numerosi gruppi di nativi americani che la spedizione francese incontra, i meno ostili sono le tribù che sono stanziate nelle regioni meno fertili del nord del continente americano. E le future colonie francesi saranno grandemente dipendenti da queste tribù per cibo, pellicce come per altri beni necessari al sostentamento degli insediamenti coloniali. Una situazione del tutto diversa dalle colonie inglesi più meridionali, quasi del tutto autosufficienti dai nativi locali.

### Per categoria

#### Astronomia
- 15 dicembre – Congiunzione dei pianeti Giove e Saturno nella costellazione del Sagittario, osservata dall'astronomo Keplero.
- Johann Bayer pubblica Uranometria, un atlante della volta celeste meridionale.

## Nati

### Gennaio
- 6 gennaio - Giulio Gabrielli il Vecchio, cardinale e vescovo cattolico italiano († 1677)
- 19 gennaio - Mario de' Fiori, pittore italiano († 1673)
- 20 gennaio - Federico Sforza, cardinale italiano († 1676)

### Febbraio
- 2 febbraio - Luisa di Borbone, duchessa francese († 1637)
- 12 febbraio - Federico Guglielmo II di Sassonia-Altenburg, duca († 1669)
- 25 febbraio - Gregorio Preti, pittore italiano († 1672)

### Marzo
- 2 marzo - Pietro Novelli, pittore e architetto italiano († 1647)

### Aprile
- 4 aprile - Giovanni Gonnelli, scultore italiano († 1664)
- 10 aprile - Francesco Furini, pittore italiano († 1646)
- 10 aprile - Cristiano di Danimarca, principe danese († 1647)
- 19 aprile - Michel Le Tellier, politico francese († 1685)

### Giugno
- 3 giugno - Pietro Paolini, pittore italiano († 1681)
- 11 giugno - Bartolomeo Vandoni, pittore italiano († 1676)
- 13 giugno - Abraham Willaerts, pittore olandese († 1662)
- 17 giugno - Giuseppe da Copertino, presbitero italiano († 1663)
- 18 giugno - Luisa Giuliana di Erbach, nobile tedesca († 1670)
- 29 giugno - Pietro Michiele, poeta italiano († 1651)

### Luglio
- 11 luglio - Sibilla Cristina di Anhalt-Dessau, nobile († 1686)
- 11 luglio - Kenelm Digby, filosofo, diplomatico e corsaro britannico († 1665)
- 19 luglio - Filippo della Santissima Trinità, teologo e presbitero francese († 1671)
- 27 luglio - Alonso de Ovalle, storico e gesuita cileno († 1651)

### Agosto
- 9 agosto - Johannes Cocceius, teologo e ebraista tedesco († 1669)
- 17 agosto - Lennart Torstenson, ufficiale e ingegnere militare svedese († 1651)

### Settembre
- 8 settembre - Bernardina Floriani, monaca cristiana e badessa italiana († 1673)
- 10 settembre - Henri Valois, filologo e storico francese († 1676)
- 15 settembre - John Jonston, medico, biologo e botanico polacco († 1675)
- 19 settembre - Lorenzo Marcello, ammiraglio e politico italiano († 1656)

### Ottobre
- 1º ottobre - Georg Paulus Imhoff, banchiere, mercante e politico tedesco († 1689)
- 4 ottobre - Francesco Maria Fiorentini, medico, letterato e storico italiano († 1673)
- 20 ottobre - Simon de Vos, pittore, incisore e collezionista d'arte fiammingo († 1676)
- 27 ottobre - Michelangelo Bonadies, francescano, vescovo cattolico e scrittore italiano († 1686)

### Novembre
- 16 novembre - Taddeo Barberini, militare e nobile italiano († 1647)
- 20 novembre - Fāsiladas, imperatore etiope († 1667)
- 24 novembre - Giovanni di Nassau-Idstein, nobile tedesco († 1677)

### Dicembre
- 21 dicembre - Roger Williams, teologo inglese († 1684)
- 23 dicembre - Edvige di Holstein-Gottorp, nobile tedesca († 1657)
- 25 dicembre - Placido Titi, monaco cristiano e astronomo italiano († 1668)

### Senza giorno specificato
- Giuseppe Allevi, musicista italiano († 1670)
- Alpino Alpini, medico e botanico italiano († 1637)
- Pieter Jansz van Asch, pittore olandese († 1678)
- Abu al-Ghazi Bahadur, politico turco († 1663)
- Paolo Antonio Barbieri, pittore italiano († 1649)
- Henri e Charles Beaubrun, pittore francese († 1677)
- Scipione Bellabona, religioso e storico italiano
- Cornelis Bloemaert II, incisore e disegnatore olandese († 1692)
- Jan Gerritsz van Bronckhorst, pittore e incisore olandese († 1661)
- Emery de Caën, navigatore francese
- Giovanni Battista Carlone, pittore italiano
- Giovanni Battista Centurione, doge († 1692)
- Valentin Conrart, scrittore francese († 1675)
- Francesco Foggia, compositore italiano († 1688)
- Giovan Battista Foppa, arcivescovo cattolico italiano († 1673)
- Giovanni Battista Gori Pannilini, vescovo cattolico italiano († 1662)
- Girolamo Gravina, missionario italiano († 1662)
- Carlo Guasco, principe di Phalsbourg e Lixheim, nobile e generale italiano († 1650)
- Adriaen Hanneman, pittore olandese († 1671)
- Thomas Kirke, navigatore inglese († 1642)
- Pierre de La Porte, agente segreto francese († 1680)
- Cornelio Malvasia, nobile e militare italiano († 1664)
- Katherine Manners, nobile inglese († 1649)
- Marcello Mastrilli, missionario italiano († 1637)
- Johannes Moreelse, pittore olandese († 1634)
- Alfonso Perez de Vivero, generale e politico spagnolo († 1661)
- Paulus Pontius, incisore fiammingo († 1658)
- Giovanni Quagliata, pittore italiano († 1674)
- Giacomo Recco, pittore italiano
- Giovanni Ricca, pittore italiano
- Giovan Leone Sempronio, poeta, scrittore e letterato italiano († 1646)
- Friedrich Stellwagen, organaro tedesco († 1660)
- Herman van Swanevelt, pittore, disegnatore e incisore olandese († 1655)
- Abel Tasman, navigatore, esploratore e cartografo olandese († 1659)
- Pietro Della Vecchia, pittore italiano († 1678)
- Jan van der Vucht, pittore olandese

## Morti

### Gennaio
- 3 gennaio - Gazanfer Ağa, politico italiano
- 4 gennaio - Ostilio Ricci, matematico italiano (n. 1540)
- 5 gennaio - Jacopo VII Appiano, nobile italiano (n. 1581)
- 25 gennaio - Jacopo Foscarini, politico, diplomatico e militare italiano (n. 1523)
- 25 gennaio - Francesco Zirano, religioso italiano (n. 1564)

### Febbraio
- 7 febbraio - Gulbadan Begum, principessa e scrittrice indiana (n. 1523)
- 7 febbraio - Hermann Wilken, umanista e matematico tedesco (n. 1522)
- 14 febbraio - Alfonso Gesualdo, cardinale e arcivescovo cattolico italiano (n. 1540)
- 18 febbraio - Claudia Caterina di Clermont, nobildonna francese (n. 1543)
- 19 febbraio - Juan Azor, filosofo e presbitero spagnolo (n. 1535)
- 23 febbraio - Andrea Cesalpino, botanico, medico e anatomista italiano
- 23 febbraio - François Viète, matematico e politico francese (n. 1540)
- 25 febbraio - Catherine Carey, contessa di Nottingham, nobildonna inglese (n. 1550)
- 26 febbraio - Maria di Spagna (n. 1528)

### Marzo
- 5 marzo - Ferrante Fornari, giurista italiano (n. 1533)
- 14 marzo - Ulrico III di Meclemburgo-Güstrow, duca (n. 1527)
- 24 marzo - Elisabetta I d'Inghilterra, regina (n. 1533)
- 25 marzo - Ikoma Chikamasa, militare giapponese (n. 1526)

### Aprile
- 24 aprile - James Beaton, arcivescovo cattolico scozzese (n. 1517)
- 25 aprile - Giorgio Federico di Brandeburgo-Ansbach, nobile (n. 1539)
- 25 aprile - Gregorio di Valencia, umanista spagnolo (n. 1550)

### Maggio
- 14 maggio - Gabriele VIII di Alessandria, vescovo cristiano orientale egiziano
- 26 maggio - Federico Spinola, ammiraglio italiano (n. 1571)

### Giugno
- 1º giugno - Hendrik van Steenwijck I, pittore olandese
- 7 giugno - Şehzade Mahmud, principe ottomano (n. 1587)
- 8 giugno - Stanisław Karnkowski, arcivescovo cattolico e scrittore polacco (n. 1520)
- 14 giugno - Girolamo Rusticucci, cardinale italiano (n. 1537)
- 21 giugno - Giacomo Antonio Cortuso, botanico italiano (n. 1513)

### Luglio
- 4 luglio - Philippe de Monte, compositore fiammingo (n. 1521)
- 25 luglio - Santi di Tito, pittore e architetto italiano (n. 1536)

### Agosto
- 1º agosto - Michele Priuli, vescovo cattolico italiano (n. 1547)
- 16 agosto - Silvio Antoniano, cardinale, pedagogista e saggista italiano (n. 1540)

### Settembre
- 1º settembre - Barnim X di Pomerania, tedesco (n. 1549)
- 1º settembre - Bonviso Bonvisi, cardinale e arcivescovo cattolico italiano (n. 1551)
- 18 settembre - Pietro Luci, umanista, poeta e teologo fiammingo (n. 1548)
- 25 settembre - Stefano Felis, compositore italiano (n. 1538)
- 29 settembre - Francesco Buonamici, medico, filosofo e scrittore italiano (n. 1533)

### Ottobre
- 3 ottobre - Cristoforo Boncompagni, arcivescovo cattolico italiano (n. 1537)
- 15 ottobre - Takeda Nobuyoshi, militare giapponese (n. 1583)
- 18 ottobre - Edward Stafford, III barone Stafford, nobile inglese (n. 1535)
- 18 ottobre - Yemişçi Hasan Pascià, politico e militare ottomano (n. 1535)
- 20 ottobre - Giovanni Pietro Maffei, religioso e scrittore italiano (n. 1536)
- 29 ottobre - Irina Fëdorovna Godunova, russa (n. 1557)

### Novembre
- 12 novembre - Giovanni VII di Oldenburg, nobile tedesco (n. 1540)
- 16 novembre - Pierre Charron, filosofo e teologo francese (n. 1541)
- 19 novembre - Sertorio Quattromani, scrittore, filosofo e filologo italiano (n. 1541)
- 20 novembre - Krzysztof Mikołaj Radziwiłł, nobile e politico polacco (n. 1547)
- 30 novembre - William Gilbert, fisico britannico (n. 1544)

### Dicembre
- 2 dicembre - Julien e Marguerite de Ravalet, francese (n. 1582)
- 4 dicembre - Maarten de Vos, pittore fiammingo (n. 1532)
- 8 dicembre - Girolamo Mattei, cardinale, nobile e collezionista d'arte italiano (n. 1547)
- 22 dicembre - Mehmed III, sultano ottomano (n. 1566)
- 27 dicembre - Thomas Cartwright, insegnante e teologo inglese (n. 1535)

### Senza giorno specificato
- Alvise Bon, nobiluomo italiano (n. 1547)
- Orazio Augenio, medico italiano (n. 1527)
- Ahmad al-Mansur, sultano marocchino (n. 1549)
- Giulio Cesare Barbetta, liutista e compositore italiano (n. 1540)
- Merga Bien, tedesca (n. 1560)
- Benedetto Bresca, marinaio italiano (n. 1530)
- Camillo Camilliani, scultore, architetto e ingegnere italiano (n. 1550)
- Baldassare Donato, compositore e cantore italiano
- Anton Eisenhoit, incisore, orafo e medaglista tedesco (n. 1554)
- Ellis Gibbons, compositore inglese (n. 1573)
- William Kempe, attore teatrale e ballerino britannico
- Ralph Lane, esploratore britannico (n. 1530)
- Francesco Morandi, architetto italiano (n. 1528)
- Pietro Marone, pittore italiano (n. 1548)
- Matteo II di Costantinopoli, arcivescovo ortodosso greco
- Beatriz de Menezes (n. 1560)
- Grace O'Malley, rivoluzionaria e pirata irlandese
- Camillo Pellegrino, poeta, scrittore e presbitero italiano (n. 1527)
- Satomi Yoshiyasu, militare giapponese (n. 1573)
- Jacob Savery, pittore olandese (n. 1566)
- Takigawa Kazutoki, militare giapponese (n. 1568)
- William Tisdale, compositore inglese
- Pierre de Chauvin de Tonnetuit, esploratore e mercante francese

## Calendario
| Calendario 1603 | Calendario 1603 | Calendario 1603 | Calendario 1603 | Calendario 1603 | Calendario 1603 | Calendario 1603 | Calendario 1603 | Calendario 1603 | Calendario 1603 | Calendario 1603 | Calendario 1603 | Calendario 1603 | Calendario 1603 | Calendario 1603 | Calendario 1603 | Calendario 1603 | Calendario 1603 | Calendario 1603 | Calendario 1603 | Calendario 1603 | Calendario 1603 | Calendario 1603 | Calendario 1603 | Calendario 1603 | Calendario 1603 | Calendario 1603 | Calendario 1603 | Calendario 1603 | Calendario 1603 | Calendario 1603 | Calendario 1603 | Calendario 1603 |
| --------------- | --------------- | --------------- | --------------- | --------------- | --------------- | --------------- | --------------- | --------------- | --------------- | --------------- | --------------- | --------------- | --------------- | --------------- | --------------- | --------------- | --------------- | --------------- | --------------- | --------------- | --------------- | --------------- | --------------- | --------------- | --------------- | --------------- | --------------- | --------------- | --------------- | --------------- | --------------- | --------------- |
|                 | 1               | 2               | 3               | 4               | 5               | 6               | 7               | 8               | 9               | 10              | 11              | 12              | 13              | 14              | 15              | 16              | 17              | 18              | 19              | 20              | 21              | 22              | 23              | 24              | 25              | 26              | 27              | 28              | 29              | 30              | 31              |                 |
| Gennaio         | Me              | Gi              | Ve              | Sa              | Do              | Lu              | Ma              | Me              | Gi              | Ve              | Sa              | Do              | Lu              | Ma              | Me              | Gi              | Ve              | Sa              | Do              | Lu              | Ma              | Me              | Gi              | Ve              | Sa              | Do              | Lu              | Ma              | Me              | Gi              | Ve              |                 |
| Febbraio        | Sa              | Do              | Lu              | Ma              | Me              | Gi              | Ve              | Sa              | Do              | Lu              | Ma              | Me              | Gi              | Ve              | Sa              | Do              | Lu              | Ma              | Me              | Gi              | Ve              | Sa              | Do              | Lu              | Ma              | Me              | Gi              | Ve              |                 |                 |                 |                 |
| Marzo           | Sa              | Do              | Lu              | Ma              | Me              | Gi              | Ve              | Sa              | Do              | Lu              | Ma              | Me              | Gi              | Ve              | Sa              | Do              | Lu              | Ma              | Me              | Gi              | Ve              | Sa              | Do              | Lu              | Ma              | Me              | Gi              | Ve              | Sa              | Do              | Lu              |                 |
| Aprile          | Ma              | Me              | Gi              | Ve              | Sa              | Do              | Lu              | Ma              | Me              | Gi              | Ve              | Sa              | Do              | Lu              | Ma              | Me              | Gi              | Ve              | Sa              | Do              | Lu              | Ma              | Me              | Gi              | Ve              | Sa              | Do              | Lu              | Ma              | Me              |                 |                 |
| Maggio          | Gi              | Ve              | Sa              | Do              | Lu              | Ma              | Me              | Gi              | Ve              | Sa              | Do              | Lu              | Ma              | Me              | Gi              | Ve              | Sa              | Do              | Lu              | Ma              | Me              | Gi              | Ve              | Sa              | Do              | Lu              | Ma              | Me              | Gi              | Ve              | Sa              |                 |
| Giugno          | Do              | Lu              | Ma              | Me              | Gi              | Ve              | Sa              | Do              | Lu              | Ma              | Me              | Gi              | Ve              | Sa              | Do              | Lu              | Ma              | Me              | Gi              | Ve              | Sa              | Do              | Lu              | Ma              | Me              | Gi              | Ve              | Sa              | Do              | Lu              |                 |                 |
| Luglio          | Ma              | Me              | Gi              | Ve              | Sa              | Do              | Lu              | Ma              | Me              | Gi              | Ve              | Sa              | Do              | Lu              | Ma              | Me              | Gi              | Ve              | Sa              | Do              | Lu              | Ma              | Me              | Gi              | Ve              | Sa              | Do              | Lu              | Ma              | Me              | Gi              |                 |
| Agosto          | Ve              | Sa              | Do              | Lu              | Ma              | Me              | Gi              | Ve              | Sa              | Do              | Lu              | Ma              | Me              | Gi              | Ve              | Sa              | Do              | Lu              | Ma              | Me              | Gi              | Ve              | Sa              | Do              | Lu              | Ma              | Me              | Gi              | Ve              | Sa              | Do              |                 |
| Settembre       | Lu              | Ma              | Me              | Gi              | Ve              | Sa              | Do              | Lu              | Ma              | Me              | Gi              | Ve              | Sa              | Do              | Lu              | Ma              | Me              | Gi              | Ve              | Sa              | Do              | Lu              | Ma              | Me              | Gi              | Ve              | Sa              | Do              | Lu              | Ma              |                 |                 |
| Ottobre         | Me              | Gi              | Ve              | Sa              | Do              | Lu              | Ma              | Me              | Gi              | Ve              | Sa              | Do              | Lu              | Ma              | Me              | Gi              | Ve              | Sa              | Do              | Lu              | Ma              | Me              | Gi              | Ve              | Sa              | Do              | Lu              | Ma              | Me              | Gi              | Ve              |                 |
| Novembre        | Sa              | Do              | Lu              | Ma              | Me              | Gi              | Ve              | Sa              | Do              | Lu              | Ma              | Me              | Gi              | Ve              | Sa              | Do              | Lu              | Ma              | Me              | Gi              | Ve              | Sa              | Do              | Lu              | Ma              | Me              | Gi              | Ve              | Sa              | Do              |                 |                 |
| Dicembre        | Lu              | Ma              | Me              | Gi              | Ve              | Sa              | Do              | Lu              | Ma              | Me              | Gi              | Ve              | Sa              | Do              | Lu              | Ma              | Me              | Gi              | Ve              | Sa              | Do              | Lu              | Ma              | Me              | Gi              | Ve              | Sa              | Do              | Lu              | Ma              | Me              |                 |